# MixBrasil
MixBrasil é um portal de conteúdo voltado para a diversidade sexual no Brasil. Criado em 1994, foi o primeiro portal de conteúdo no Brasil voltado para gays e ficou no ar até 2015, vindo a retomar as atividades sete anos depois, em 2022, sob sociedade entre o fundador, André Fischer, e o jornalista Vinícius Yamada.

## Festival Mix Brasil
O portal MixBrasil foi lançado em 1994 após a primeira edição do Festival Mix Brasil de Cultura da Diversidade. 
O Festival Mix Brasil de Cultura da Diversidade foi criado em 1993 por André Fischer (que também criou o portal MixBrasil) através do convite realizado pelo New York Gay and Lesbian Experimental Film Festival.  que decidiu ampliar seus horizontes e convidar curadores estrangeiros para mostrar as diferentes formas de expressão da sexualidade em outros países. Esse festival, realizado em Nova Iorque, passou a se chamar "MIX New York". André Fischer foi o responsável pela seleção da programação brasileira desse festival, com o nome Brazilian Sexualities. A partir dessa participação brasileira no festival de Nova Iorque, o Departamento de Cinema do Museu da Imagem e do Som decidiu fazer um convite para sediar uma edição brasileira do festival, que ganhou o nome "I Festival MiX Brasil", sendo realizado a partir da seleção, realizada por André Fisher, de 76 trabalhos exibidos no Festival de Nova Iorque, editados em 12 programas de curtas. O festival brasileiro estreou dia 5 de outubro de 1993.
Desde a primeira edição foram editadas versões para a apresentação do festival em várias capitais brasileiras. A exibição do primeiro Festival MiX Brasil no Rio de Janeiro, marcada para acontecer na Casa Laura Alvim foi cancelada a 4 dias do evento por Beatriz Nogueira que decidiu que o Rio de Janeiro não estava preparado para esse evento. A apresentação no Rio de Janeiro foi improvisada na Torre de Babel a convite de Ringo Cardia. As edições do festival passaram a ser realizadas anualmente e são bem recebidas por vários segmentos da sociedade por encarar a diversidade sexual de forma aberta.
Inicialmente exibia curtas-metragens com temática LGBT. Atualmente exibe teatro, música, literatura, conferências, laboratórios de cinema e filmes sobre a diversidade. Atualmente o Festival conta com João Federici na curadoria de filmes, Josi Geller como diretora administrativa, Vinícius Yamada com gerenciamento de conteúdo para web.
A 28º edição do Festival Mix Brasil ocorrerá entre os dias 11 a 22 de novembro de 2020 em São Paulo.

## Revista Junior
Em 2007, foi criada pelo MixBrasil a publicação impressa Revista Junior. A revista circulou nas bancas entre 2007 e 2015. 

## Cronologia do MixBrasil
16 de agosto de 1994Entrava no ar o BBS Mix Brasil, o primeiro serviço online dirigido ao público gay da América Latina. O BBS (Bulletin Board System) era o avô da internet: os usuários de computador com modem (14,4 k naquela época) ligavam para um número de telefone e tinham acesso a um sistema não-gráfico com listas de lugares gays da cidade, notícias, imagens eróticas e bate-papo. Usuários de fora de São Paulo precisavam fazer ligações interurbanas para se conectarem. Naquela data dois computadores estavam ligados a duas linhas telefônicas, o que permitia a conexão de apenas dois usuários por vez.
Setembro de 1994Já com quatro linhas e cerca de 40 assinantes, BBS é lançado no Mundo Mix, loja de souvenirs do segundo Festival MixBrasil.
Outubro de 1994Oito linhas e oito computadores, permitindo que oito pessoas conversassem entre si. Primeiro encontro de usuários do BBS Mix Brasil reúne cerca de 30 pessoas.
Março de 1995Criado o BBS Mix Brasil/ Rio
Junho de 1995Stand do BBS na Fundição Progresso. Cobertura da Parada do Orgulho Gay do Rio, a primeira do Brasil.
Outubro de 1996BBS atinge 25 linhas e computadores em São Paulo e 8 no BBS do Rio de Janeiro, com um total de mil e duzentos assinantes.
Maio de 1997A noite Cio de Glaucia ++ ganha fanzine mensal impresso com versão on line no Mix Brasil. Em outubro daquele ano o Cio se tornaria seção do site.
Junho de 1997Mix Brasil migra para o UOL e multiplica o número de usuários e assinantes. Mix Brasil é único veículo com cobertura diária da primeira Parada Gay de São Paulo.
Outubro de 1997Mix Brasil lança serviço de assinaturas para parte do conteúdo com acesso restrito.
Março de 1998Encerram-se as atividades do BBS Mix Brasil. Todo conteúdo já havia migrado para internet.
Novembro de 1998Primeira reformulação gráfica. Aumenta dramaticamente o número de áreas e seções.
Janeiro de 1999Central de Notícias, até então atualizada às segundas, quartas e sextas, passa a ser diária.
Janeiro de 2000Mudança para o escritório da Rua João Moura. Nova parceria com UOL dá acesso ao conteúdo fechado do Mix Brasil a todos os assinantes do mega portal.
Junho de 2000Frescão do Mix Brasil na Parada Gay de São Paulo reúne artistas e é destaque na mídia nacional.
Junho de 2001Rádio UOL lança programa DJ Mix.
Março de 2002Nova reformulação gráfica do site.
Junho de 2002Primeiro blog do André Fischer.
Fevereiro de 2003Conteúdo fechado do Mix deixa de ser exclusivo a assinantes UOL.
Outubro de 2003Pane geral no servidor do Mix no UOL deixa site uma semana fora do ar.
Janeiro de 2004Lançada sessão 10+, com mais de 300 mil votos de internautas apenas no primeiro mês.
Abril de 2004Sede do Mix é assaltada, por cinco dias o trabalho é feito remotamente.
Julho de 2004Estreia seção Vitrine, atualmente com cerca de 20 mil pageviews por dia.
Julho de 2004Lançado Sexapil, site de conteúdo complementar 100% erótico.
Novembro de 2004Audiência atinge vinte milhões de pageviews mensais
Abril de 2005Estreia Seção Cam Log, atualmente com cerca de 18 mil pageviews/dia.
Julho de 2005Mudança para nova sede na Praça Américo Jacomino. Começa a ser produzido o site da produtora de vídeos homoeróticos Pau Brasil.
Agosto de 2005Estreia seção Trans. 10+ CPI é destaque na mídia nacional.
Outubro de 2005Estreia o XXY, portal de informações para homens gays.
Abril de 2006Site Farofa Digital da Bahia é primeiro parceiro do Mix Brasil. Estreia seção Blogs, atualmente com cerca de 50 mil pageviews/mês.
Maio de 2006A nova reformulação de design, incluindo nova logomarca, e navegação começa a ser implantada. Publicidade ganha formatação internacional.
Junho de 2006Transmissão em vídeo online da Parada Gay de São Paulo. Mix faz primeiro camarote da Parada Gay de São Paulo embaixo do vão do MASP, em parceria com CADS.
Julho de 2006Site ParouTudo, de Brasília, torna-se parceiro do Mix Brasil. Estreia podcast Las Bibas from Vizcaya.
Setembro de 2006Rádio Mix Brasil estreia programação diária em carater experimental
2007Primera edição da Revista Junior.
Março de 2007Fica pronta obra do estúdio de fotos e vídeo do MixBrasil.
Abril de 2007Tino Monetti estreia seu podcast musical, com edições semanais.
Junho de 2007Rádio Mix Brasil ganha novo layout e navegação e conta com mais de 20 programas e mais de 400 horas de arquivo. Site da Revista Lado A estreia como parceiro do Mix. Mix Brasil e o Cads fazem lounge luxo na Parada Gay de São Paulo, no vão do Masp. Evento Gira-Sol, que aconteceu durante a Parada de SP, teve cobertura online do Mix, direto do Clube de Regatas Tietê.
Agosto de 2007Estreia o programa de tv Boa Noite Bee, com edições diárias, comandadas por Lufe Steffen
2015Fim da publicação Revista Junior
Agosto de 2015MixBrasil encerra primeira fase, vindo a retomar as atividades sete anos depois, em 2022.
Abril de 2022MixBrasil retoma as atividades, agora sob sociedade entre o fundador, André Fischer, e o jornalista Vinícius Yamada.